# Pauline en la Playa
Pauline en la Playa est un groupe de pop espagnol, originaire de Gijón, dans les Asturies. Il est constitué des sœurs Mar et Alicia Álvarez, et a été formé en 1997 comme un projet alternatif au groupe Undershakers de Gijón. Il tire son nom du titre espagnol du film d'Éric Rohmer Pauline à la plage.

## Biographie
L'histoire de Pauline en la Playa commence à Gijón en 1997, lorsque les sœurs Álvarez, membres d'Undershakers, décident de jouer des chansons qui ne correspondent pas au style du groupe. Le coup d'envoi est donné avec le morceau Mis muñecas, qu'Alicia cèdera à Nosoträsh, et qui aura une certaine répercussion. Poussé par cela, et profitant de la séparation des Undershakers, Pauline en la Playa se consolide. Avec le même parcours, (Undershakers avait remporté en 1995 le II Concurso de Rock Universitario Ciudad de Oviedo), elles décident de présenter leurs chansons anonymement à un concours de démos organisé par Radio Kras, une station de radio gratuite liée au Xixon Sound, et prennent la première place.
En 2013 sort leur sixième album, El mundo se va a acabar (Siesta Records), auquel participent entre autres Nacho Vegas et Nacho Umbert.

## Discographie
- 1999 : Nada como el hogar (EP)
- 2001 : Tormenta de ranas
- 2003 : Termitas y otras cosas
- 2006 : Silabario
- 2010 : Física del equipaje[1]
- 2013 : El mundo se va a acabar[3]